# Vittorio Gelmetti
Vittorio Gelmetti (* 25. April 1926 in Mailand; † 5. Februar 1992 in Florenz) war ein italienischer Komponist.
Der Sohn eines Berufsoffiziers wuchs in Bardolino bei seinen Großeltern auf und absolvierte ab 1938 in Rom eine Ausbildung als Vermessungsingenieur. Nach dem Sturz des faschistischen Systems in Italien schloss er sich der Miliz der Repubblica Sociale Italiana an. Nach deren Untergang entschied er sich für eine autodidaktische Ausbildung als Komponist, wobei er sich an den avantgardistischen Komponisten wie Anton Webern, Béla Bartók, Arnold Schoenberg und Igor Strawinski orientierte. Nach dem Besuch eines Orchesterlehrgangs an der Accademia Chiagena in Siena debütierte er 1958 mit der Musica per quattro archi.
Um die gleiche Zeit begann er auch, als Musikkritiker für die Zeitung Il Popolo zu schreiben. Von 1959 bis 1963 arbeitete er bei der Discoteca di Stato und dem Elektroakustischen Labor des Ministeriums für Post und Telekommunikation und komponierte in dieser Zeit elektroakustische Musik, darunter Treni d'onda a modulazione d'intensá (1963). Später wandte er sich der Form der musikalischen Collage zu, wobei er vorhandene Musikwerke verarbeitete und traditionelle Musikinstrumente einsetzte.
Seine Laufbahn als Filmmusikkomponist begann 1963, als Michelangelo Antonioni Musik von ihm für seinen Film Il deserto rosso einsetzte. Weitere Filmmusiken schrieb er u. a. für Paolo und Vittorio Tavianis Sotto il segno del Scorpione, Ansano Giannarellis Sierra Maestra (1969), Il sasso in bocca (1970) und Cento giorni a Palermo (1984) von Giuseppe Ferrara. Ab 1969 komponierte er auch Schauspielmusiken u. a. für Aufführungen am Teatro Stabile d'Aqiuila.
Im Studio S2FM in Florenz entstanden 1965 die Kompositionen Nous irons à Tahiti und Intersezioni II e III - in memoriam di E. Varèse. 1969 schuf er im Experimentalstudio des Polnischen Rundfunks die Collage L'opera abbandonata tace e volge la sua cavità verso l'esterno. Im Rahmen des Festivals 900 Musica  di Trento wurde Guernic, eine Auftragsarbeit des Wiener Theater des Augenblicks uraufgeführt, zum 200. Todestag Wolfgang Amadeus Mozarts im Folgejahr Eine kleine K Musik für Klavier und Tonband.
Außerdem unterrichtete Gelmetti am Centro sperimentale di cinematografia di Roma, betreute verschiedene Sendungen in den Dritten Programm und Fernsehprogrammen von Rai und gab die avantgardistische Revue Il Marctré heraus. 1984 veröffentlichte er den Interviewband Nostalgia d'Europa.

## Filmografie (Auswahl)
- 1964: Die rote Wüste (Il deserto rosso)
- 1966: Blindekuh (A mosca cieca)
- 1969: Sein Ruhmestag (La sua giornata di gloria)
- 1969: Sierra Maestra
- 1969: Im Zeichen des Skorpions (Setto il segno di scorpione)
- 1972: Horrortrip (La llamada del vampiro)
- 1984: Die hundert Tage von Palermo (Cento giorni a Palermo)